# Schloss Groß Rietz
Das Schloss Groß Rietz ist ein Barockschloss im Dorf Groß Rietz der Gemeinde Rietz-Neuendorf.
Es gilt als bedeutender künstlerisch herausragender ländlicher Adelssitz in Brandenburg. Seit den 2010er Jahren befindet es sich in Privatbesitz und soll schrittweise zu einer offenen Kulturstätte entwickelt werden.

## Geschichte
Schloss Groß Rietz wurde in den Jahren zwischen 1693 und 1700 nach Plänen von Cornelis Ryckwaert für Hans Georg von der Marwitz (1700–1768), Hofmarschall unter Friedrich I., erbaut. Bauherr war Johann Georg von der Marwitz (1642–1704). 1790 kaufte der preußische Staatsminister Johann Christoph von Wöllner Groß Rietz. Er war verheiratet mit Charlotte Amalie Elisabeth von Itzenplitz (1742–1801). Der auch für die königlichen Gärten zuständige Beamte beschäftigte sich intensiv mit Landwirtschaft. Er legte Obstbaum- und Maulbeerpflanzungen an, errichtete neue Wirtschaftsgebäude und ließ einen heute noch sichtbaren quadratischen Karpfenteich zwischen Groß und Klein Rietz anlegen. Nach seinem Tod übernahm 1801 Landrat Peter Friedrich Ludwig von Itzenplitz (1769–1834) das Gut. Er hatte mit seiner Frau England und Flandern bereist, sich von der dortigen Gartenbaukunst inspirieren lassen und gestaltete den Schlosspark um. Nachfolgende Besitzerin wurde Charlotte Amalie von Itzenplitz (1795–1845), die Groß Rietz 1828 von ihrem Vater erhielt und mit dem Kammergerichts- und Geheimen Justizrat Adam Ludwig von Dziembowski verheiratet war. 1846 trat die vierzehnjährige Tochter Friederike Henriette Marianne Auguste von Dziembowska (1832–1861) die Erbfolge über das Gut an und vererbte es 1861 an ihre Cousine Marie Charlotte Louise von der Marwitz (geborene von Itzenplitz). Diese ließ die Anwesen in den darauf folgenden Jahren hauptsächlich durch Pächter bewirtschaften. Laut General-Adressbuch der Rittergutsbesitzer der Provinz Brandenburg von 1879 gehörte die ehemalige Domäne Klein Rietz mit 205 ha als Pertinenz zu Groß Rietz, Hauptsitz schien aber zeitweilig Gut Rietz-Neuendorf mit 705 ha gewesen zu sein. Zum Gutskomplex gehörten eine Stärkefabrik und eine Dampffabrik. 1895 übernahm der Sohn, der gärtnerische Umgestaltungen durch den Gutsgärtner August Mattern im südlichen Parkteil durchführen ließ. Er legte einen Rosengarten mit Brunnen, einen Seerosenteich sowie einen Tennisplatz an und stattete den Park mit Statuen aus.
Nach den Genealogischen Handbüchern des Adels stellte die Familienlinie von der Marwitz-Friedersdorf-Groß Kreutz die letzten Gutsherren auf Groß Rietz. Ausgehend vom Landrat des Kreises Lebus und Mitglied des Preußischen Herrenhauses Bernhard von der Marwitz (1824–1900), verheiratet in erster Ehe mit Marie von Arnim-Criewen (1830–1853) und in zweiter Ehe mit Marie Gräfin von Itzenplitz-Kunersdorf (1833–1914) erbte der älteste Sohn das bekannte Schinkel-Schloss Friedersdorf. Der älteste Sohn aus zweiter Ehe, Hans Georg von der Marwitz (1862–1942), bekam die Begüterungen um Groß Rietz, Klein Rietz, Rietz-Neuendorf und Raßmannsdorf sowie Drahendorf, sämtlich im Kreis Beeskow-Storkow gelegen. 1929 war dieser Besitz um das Kerngut Groß Rietz wie folgt etwa 700 ha, hinzu das Vorwerk Rietz-Neuendorf mit weiteren 273 ha, Rittergut Drahendorf 200 ha und Rittergut Raßmannsdorf mit 389 ha. Hans Georg wurde Ritterschaftsrat, zuletzt Vorsitzender des Familienverbandes derer von der Marwitz. Auch er war mehrfach vermählt. Sein Nacherbe und letzter Gutsherr auf Groß Rietz wurde der vormalige Zögling auf der Ritterakademie Brandenburg und Gutspächter, Georg Alexander von der Marwitz (1897–1945). Er stammte aus der 1906 geschiedenen Beziehung mit Marie Berkenkamp (1876–1949).
Nach Ende des Zweiten Weltkrieges wurden im Zuge der Bodenreform die Güter enteignet. Im Schlossgebäude wurden nach einigem Leerstand ein Kindergarten und Wohnungen für Vertriebene aus den ehemaligen deutschen Ostgebieten untergebracht. Der Park wurde unmittelbar vor der gartenseitigen Treppenanlage parzelliert und als Kleingärten verpachtet. Später kamen auf dem Gelände ein Festplatz und eine Freilichtbühne hinzu.
Im Jahr 1990, nach dem Ende der DDR, übernahm die neu gebildete Brandenburgische Schlösser GmbH, das Anwesen. Der Park wurde entwildert und teilweise wiederhergestellt, Gehölze wurden nachgepflanzt und die Begrenzungsmauern saniert. Sowohl der Schlosspark als auch der Schlosshof wurden entsprechend dem Zustand um 1850 instand gesetzt. Im März 2012 wurde die jahrelange Gebäudesanierung beendet. Die Nutzfläche beträgt etwa 1.100 Quadratmeter. Die Kosten für die Sicherung bzw. Wiederherstellung der barocken Anlage beliefen sich auf mehr als fünf Millionen Euro.
In der Zeit der Verwaltung durch die Schlösser-Gesellschaft zeigte sich der Hamburger Unternehmer Percy Bongers bereits sehr interessiert, die verfallene Ruine und den umgebenden Schlosspark wieder herzustellen. Er suchte nach einem Firmensitz in der Nähe Berlins. Bei den Restaurierungen gewährte die Verwaltung der GmbH ihm ein Mitspracherecht, Bongers beantragte eine Pachtübernahme. Nach zwei Jahren intensiver Aufbauarbeit zog Bongers in das Gebäude ein und kümmerte sich somit weiterhin um die Restaurierung der historischen Bausubstanz mit privatem Kapital. Bei der folgenden Ausschreibung zum Verkauf/Kauf des Schlosses beteiligte er sich und erhielt den Zuschlag. Inzwischen soll das Schloss nicht mehr zum Firmensitz werden, sondern Bongers beabsichtigt, hier eine offene Kulturstätte zu etablieren. Der Schlosspark war daher schon seit Beginn seines Engagements ein öffentlich zugängiger Ort.

## Architektur und Ausstattung
Das ursprüngliche Ensemble aus Schloss, Park, Wirtschaftsgebäuden, Kirche und Friedhof ist noch vorhanden. Das symmetrisch errichtete zweigeschossige Gebäude unter einem Walmdach zeigt eine mit kräftigen Pilastern gegliederte rosafarbene Fassade und hat seit seiner Errichtung kaum Veränderungen erfahren. Ionische Kapitelle krönen die Pilaster. Dreiachsige Eingangsrisalite prägen die Haupt- und Schaufront. Oberhalb der Dachtraufe befindet sich ein eingeschossiges Zwerchhaus.
Die Qualität des eleganten neunachsigen Profanbaus ist mit dem Zeughaus Berlin vergleichbar. Das Innere des Schlosses beherbergt eine dreiarmige, aus Eichenholz gefertigte, zweiläufige Kehrpodesttreppe mit schweren Balustern und zwei Gartensäle mit einzigartigen, frei modellierten Stuckdecken.
Der als Schneckenberg bezeichnete und inzwischen auf einem privaten Grundstück liegende Eiskeller ist mit einem aus behauenen Feldsteinen gemauerten neugotischen Portal versehen. Sein Bau geht auf die Zeit Wöllners zurück.
Das Innere des Schlosses ist in seinen Grundstrukturen ebenfalls erhalten. Im Souterrain finden intensive Vorbereitungen zur Einrichtung eines Spielzeugmuseums statt, für welches Sammlungsstücke von Bongers' Großvater, dem Dresdner Maler Theodor Rosenhauer, als Grundstock dienen (Stand Juni 2020). Im Preußenzimmer soll die Bibliothek mit mehr als 3000 Originalbänden aus dem Bestand des Preußenkönigs Friedrich II. eingerichtet werden. Dafür müssen Vitrinen gebaut werden. Rund 180 Gemälde, Grafiken und illustrierte Gedichte von Rosenhauer sind bereits seit Anfang 2020 in der Schlossgalerie zu sehen. Die Spielzeuge, Bücher und Bilder bilden die Grundlage für die von Percy Bongers gegründete Rosenhauer-Stiftung.
Von den barocken Ausstattungsstücken ist nichts mehr erhalten, da das nach Kriegsende 1945 zeitweilig leer stehende Schloss geplündert wurde. Bongers lässt nun aus edlen Materialien wie Marmor, Edelhölzern und Murano-Glas Lampen und Vasen herstellen. Die Wände wurden bereits mit neuen Stofftapeten ausgekleidet.
Das Herrenhaus der Anlage sollte Ende Juni 2020 erstmals für Besucher geöffnet werden.

## Nutzung
Neben den beschriebenen Museen und Gemäldesammlungen will der neue Eigentümer Führungen für angemeldete Besucher anbieten, Massentourismus ist jedoch nicht vorgesehen. Der Landrat des Kreises Oder-Spree ist mit der Entwicklung äußerst zufrieden. Er spricht bereits von einem „Museumsdreieck“ als Highlight in der Region. Dazu gehören außerdem die Burg Beeskow mit ihrem Kunstarchiv und das Wettermuseum Lindenberg.

### Garten
Der anliegende barocke Schlossgarten wurde vermutlich 1702 vollendet. Gartenbaupläne und das ursprüngliche Aussehen sind nicht bekannt. Unter Carl Wilhelm von der Marwitz (1737–1811) erfolgten gärtnerische Umgestaltungen. Von der 1778 aufgestellten Minerva-Statue ist der Sockel noch vorhanden. Den Eingang zum Park säumen zwei noch vorhandene schlanke und reich mit Blumenmotiven dekorierte Sandsteinobelisken. Zwischen ihnen befindet sich ein schmiedeeisernes Tor (installiert ca. 1880). In Gartenbauplänen aus den Jahren 1819, 1825 und 1828 sind Parkgestaltungen erkennbar, die Ausblicke über die umgebende Landschaft, das angrenzende Dorf und die Wirtschaftsgebäude ermöglichen.